# Heritiera parvifolia
Heritiera parvifolia là một loài thực vật có hoa thuộc họ Malvaceae (hay Sterculiaceae).
Loài này chỉ có ở Trung Quốc.
Chúng hiện đang bị đe dọa vì mất môi trường sống.